# Aleukia alimentare tossica
L'aleukia alimentare tossica o leucopenia alimentare tossica è una condizione indotta dall'assunzione alimentare di micotossine; essa è caratterizzata da nausea, vomito, diarrea, leucopenia (aleukia), emorragia, infiammazione della pelle e talvolta morte. L'aleukia alimentare tossica si riferisce quasi sempre alla condizione umana associata alla presenza della tossina T2.

## Storia
L'aleukia tossica alimentare è stata caratterizzata per la prima volta all'inizio del XX secolo dopo aver colpito una vasta popolazione nell'oblast di Orenburg dell'ex Unione Sovietica durante la seconda guerra mondiale. Gli ammalati avevano mangiato grano svernato colonizzato con Fusarium sporotrichioides e Fusarium poae.